# Leonardo Trucco
Leonardo Trucco (prima metà del XVI secolo – Noli, 1587) è stato un vescovo cattolico italiano, vescovo di Noli dal 2 giugno 1572 al 1587.
Il suo episcopato viene ricordato soprattutto per il trasferimento del titolo di cattedrale dalla chiesa di San Paragorio, che si trova fuori dalle mura cittadine, alla più vicina e sicura chiesa di San Pietro. Nel 1572 chiese e ottenne il permesso da papa Gregorio XIII di erigere in cattedrale la chiesa di San Pietro; ancora oggi essa conserva il titolo di concattedrale della diocesi di Savona-Noli.

## Genealogia episcopale
La genealogia episcopale è:
- Cardinale Clemente d'Olera, O.F.M.
- Cardinale Benedetto Lomellini
- Vescovo Leonardo Trucco